# Pachyodes haemataria
Pachyodes haemataria là một loài bướm đêm trong họ Geometridae.